# Pulla
La Pulla (en italià Puglia, en tarentí Pugghie, en llatí Apulia) és una regió d'Itàlia meridional a la costa Adriàtica. Està dividida en cinc províncies: Barletta-Andria-Trani, Bríndisi, Foggia, Lecce i Tàrent, i una ciutat metropolitana: Bari.

## Creació oficial de la regió
La regió de la Pulla fou creada després de la unificació d'Itàlia i se'n definí el territori en tres circumscripcions de l'anterior Regne de les Dues Sicílies:
- La Capitanata, que era el territori al nord de l'Ofanto, que tenia com a capital San Severo des del segle xiv fins al 1579 i després la capital fou Lucera fins al 1806 i finalment Foggia.

- La Terra di Bari, estesa al sud de l'Ofanto; comprèn gran part de l'altiplà de la Murge més la plana costanera, que tenia com a capital Trani des del 1586 i canvià a Bari a partir del 1806.

- La Terra d'Òtranto, que comprèn l'arc jònic tarantí i el Salento, que tenia com a capital Òtranto i des del segle xii la ciutat de Lecce.

Durant el període de l'Assemblea Constituent d'Itàlia (1946-1948) es presentà la proposta de fer de la Pulla septentrional i del Salento dues regions separades. El 17 de desembre del 1946, després de la intervenció de Giuseppe Codacci Pisanelli, la regió de Salento fou instituïda en la redacció de la constitució, però quan arribà el moment de la ratificació per part de la sala, el 29 de novembre del 1947, aquesta proposta havia decaigut.
El president de la regió és Michele Emiliano (Partit Democràtic), escollit el juny del 2015. Des dels seus inicis com a entitat democràtica, a la Pulla sempre han governat formacions polítiques centristes o de dreta, cosa que es tradueix en una administració democristiana o de centredreta. Des de l'1 de gener del 2015 es va crear una nova subdivisió: la ciutat metropolitana de Bari, en substitució de la província de Bari.

## Geografia
A més de ser la regió més oriental d'Itàlia, la Pulla, amb prop de 800 quilòmetres de costa, és una de les zones italianes amb major desenvolupament costaner. A la costa s'alternen trams llargs de roques esquerpes (com el Gargano) i penya-segats, amb platges de sorra (com al llarg del golf de Tàrent). El 2010 el Ministeri de Salut va dir que el 98% de la costa de la Pulla era apta per al bany.
L'interior de la regió és principalment pla amb turons, sense grans contrastos entre un territori i el següent. Amb tot, s'acostumen a diferenciar vuit regions geogràfiques:

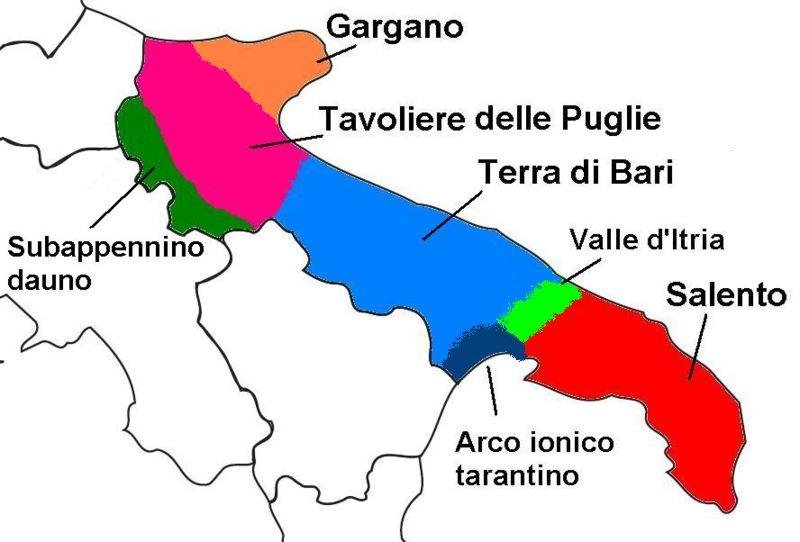
Les divisions geogràfiques de la Pulla

- el Gargano i els Subapenins del Dauno, que són les úniques zones muntanyenques amb cotes que arriben als 1000-1100 msnm;[3]
- el Tavoliere delle Puglie, una plana amb una extensió de 3.000 km²;[3]
- el Murge, un altiplà de natura calcària, al sud del Tavoliere, que s'estén fins a la serralada salentina;[4]
- la Terra de Bari, entre el Murge i la mar Adriàtica, una àrea plana però lleugerament ondulada;
- la vall d'Itria, situada entre les províncies de Bari, Bríndisi i Tàrent, caracteritzada per una alternança de valls i ondulacions amb una elevadíssima població dispersa;
- l'Arc jònic de Tàrent, que segueix la costa des del Murge al nord fins a la península salentina al sud;
- l'arxipèlag de les Tremiti, al nord-est davant del Gargano, les petites illes Cheradi, a prop de Tàrent i l'illa de Sant'Andrea davant de la costa de Gal·lípoli.
- l'arxipèlag de Pelagosa al nord-est de les Tremiti; geogràficament es consideren part de la Pulla, però administrativament són part de Croàcia.

## Geologia

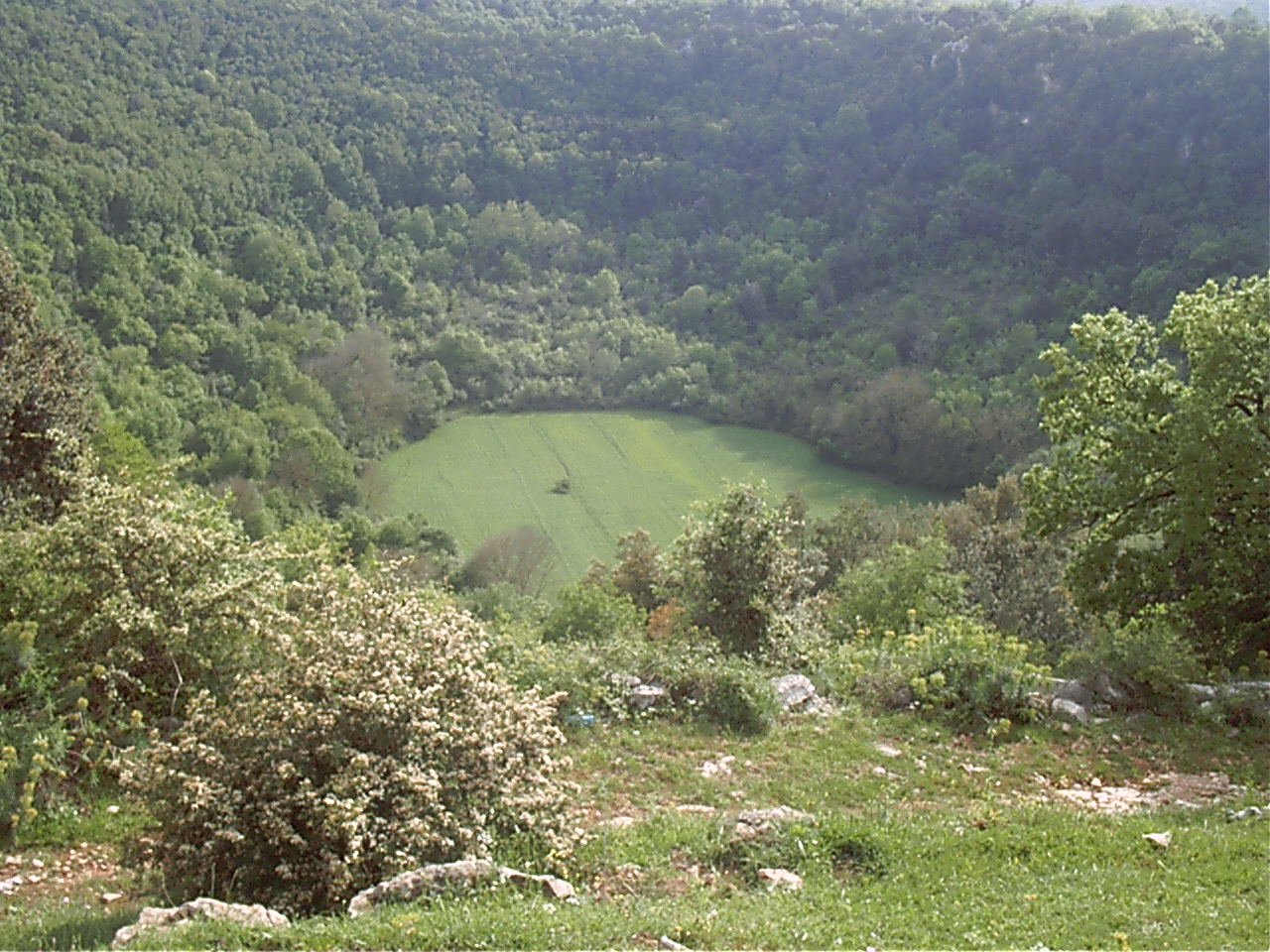
Dolina Pozzatina, formació càrstica al Gargano

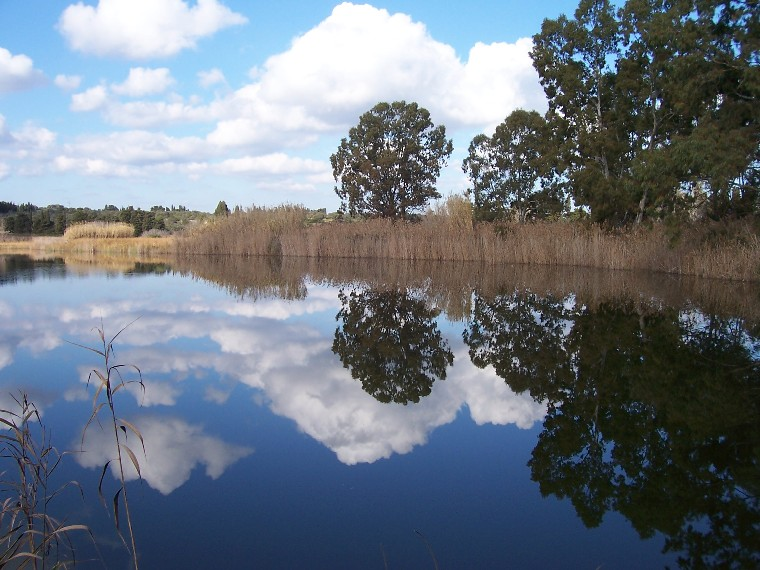
Els llacs Alimini, a Òtranto

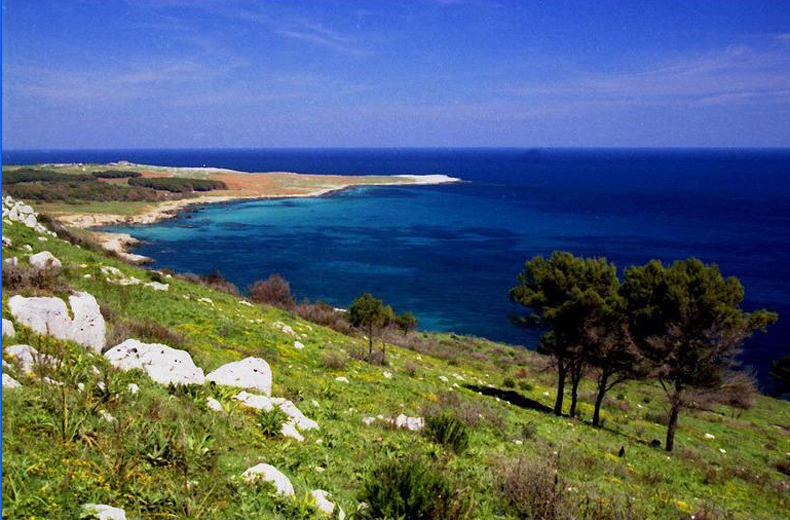
Punta Palascia (Òtranto) el punt més a l'est d'Itàlia

Des del punt de vist geològic la Pulla està constituïda per gairebé un 80% de pedra calcària i dolomítica en totes les seves varietats.
Durant el Juràssic mitjà i inferior, l'àrea geològica que més endavant esdevindria la Pulla era un conjunt d'illes i esculleres submergides dins l'oceà de Tetis i dels mars epicontinentals que la fragmentació de la Pangea anava formant: amb els progressius dipòsits de petxines i microorganismes sobre el fons marí, que es formaven extraient de l'aigua el carbonat de calci (CaCO₃), es creà un estrat de roques sedimentàries calcàries d'un gruix de 50 m. Després es van poder formar estrats encara més gruixuts, tenint en compte la durada del procés de sedimentació, d'uns 125 milions d'anys, però també com a resultat del seu enfonsament gradual.
Durant el Cretaci bona part de la Pulla era ja per sobre del nivell del mar, i la regió devia tenir forma d'arxipèlag. En aquest període es van iniciar els primers fenòmens carstics. En el Paleocè una sèrie d'intrusions subvolcàniques van crear la zona de les roques negres (al municipi de Lesina), les úniques roques magmàtiques que han aflorat a la Pulla.
En el període de fa uns 12 a 2 milions d'anys els Apenins van prendre la seva forma definitiva i en el procés de creació d'aquesta cadena muntanyosa la Pulla no estava directament involucrada tot i que se'n va veure afectada pels efectes secundaris. En el procés d'orogènesi dels apenins, la Pulla era la massa continental que feu d'obstacle a l'empenta orogènica. Va ser quan es formà la fossa bradànica, i amb el procés de sedimentació es va crear el tuf. Fa deu mil anys s'acabà la formació del Tavoliere amb els llacs de Lesina i Varano.
La naturalesa càrstica de gran part del territori es deu a l'escassetat de precipitacions i a ser una regió pobra en cursos d'aigua superficials. L'excepció en són els rius Ofanto i Fortore, que tenen a la Pulla només una part del recorregut, la resta de cursos d'aigua es caracteritzen per ser curts i torrencials, com el Candelaro, el Cervaro i el Carapelle.
Els llacs naturals de la zona són costaners, separats de la mar Adriàtica per bancs d'arena. Els més grans en són el de Lesina i el de Varano al nord. En territori de Manfredonia es troba l'àrea humida del llac Salso, alimentat per les aigües dolces del Cervaro. Les salines de Margherita di Savoia són el residu d'un antic llac anomenat de Salpi (en època romana Salapina Palus). Més al nord, a prop d'Òtranto estan els llacs Alimini.
Entre els embassaments artificials és el llac d'Occhito, al mont homònim, format per la construcció d'un dic al riu Fortore a prop de Molise; fou el primer llac artificial realitzat a la Pulla, per afrontar les freqüents crisis d'escassetat d'aigua. A Bríndisi és l'embassament del Cillarese, creat el 1980. Més recentment se n'ha creat un amb les aigües del torrent Locone, afluent de l'Ofanto.

## Noms de llocs geogràfics
| Rius - Biferno (Tifernus) - Fortore (Fiento) - Cervaro (Cerbalus) - Ofanto (Aufidius) - Bradano ( Bradanus) - Candelaro - Cervaro - Carapelle Llacs - llac de Lesina (Lacus Pantanus) - (llac de Salpi (Salapina Palus) (actualment no és un llac sinó una salina) Golfs - Sinus Urias - Golf de Manfredònia | Muntanyes - Gargano - Mont Cornacchia (1152 m) - Mont Calvo (1065 m) - Mont Spigno (1008 m) Illes - Illes Tremiti (Insulae Diomedeae) - Illes Cheradi (Choiràdes) - Illa sant Andreu |

## Clima
A tota la Pulla el clima és típicament mediterrani: les zones costaneres i les planes són caloroses, airejades pels vents i amb hiverns suaus. Les precipitacions, concentrades durant la tardor i de vegades a l'hivern, són escasses, en forma de pluja a les planes i en forma de neu a l'altiplà del Murge, on s'ajunta amb el vent de l'est. A la tardor i en menor grau a l'hivern, són freqüents les boires matutines i nocturnes a la Capitanata i al Murge. Les variacions tèrmiques entre l'estiu i l'hivern es noten més a les planes interiors: al Tavoliere es pot passar dels 40 °C estivals als -2 °C / -3 °C dels matins hivernals.

## Història antiga

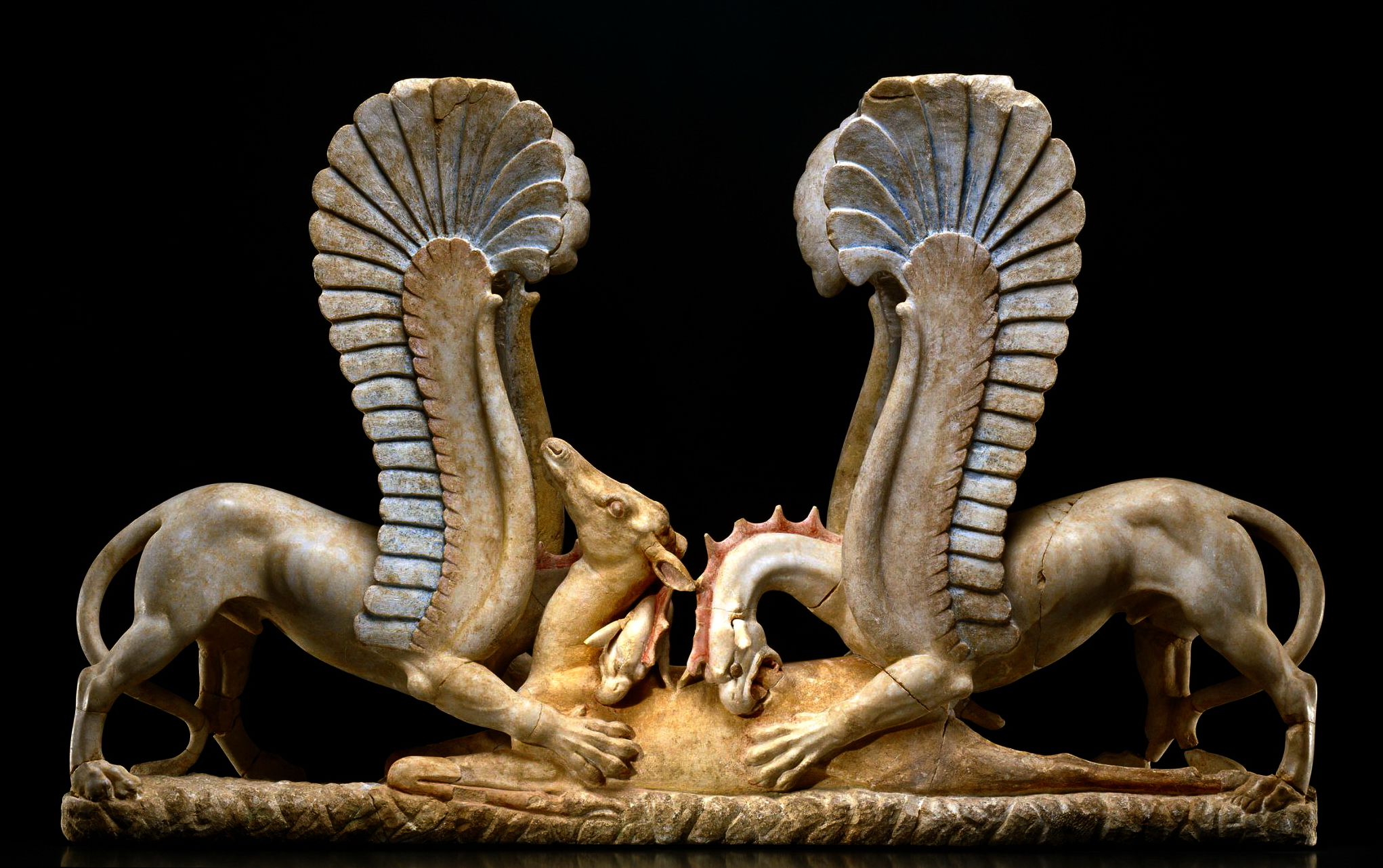
Escultura en marbre policrom (segle IV aC) trobada a Ascoli Satriano (província de Foggia), considerada una obra única del seu gènere

El nom italià d'aquesta regió deriva del grec Ἰαπυγία (Iapigia), que vol dir 'territori dels iapigis', la tribu que habitava aquesta zona en l'antiguitat. El territori dels iapigis limitava al nord amb els frentans (frentani), amb Calàbria i Lucània al sud, i amb el Samni a l'oest. En un principi Iapígia incloïa la península de Messàpia, però més tard el terme Iapígia fou limitat a la península Messàpia i Pulla en va restar una regió separada.
Sota domini romà va estar en alguns períodes unida a Calàbria (Pulla i Calàbria) i van instituir la Regio II Apulia et Calabria. Amb Vespasià la província de Calàbria s'eixamplà cap al territori dels peuquetis, que vivien a la Pulla; la frontera es va fixar al riu Bradanus, al límit amb Lucània, i al riu Tifernus al límit amb els frentani; el seu territori equivalia a la Capitanata.
Encara que el nom s'originà a partir dels iapigis (en forma llatinitzada apulis, que eren de l'ètnia dels ausonis (mentre els veïns lucans eren d'ètnia sabèl·lica), que vivien a l'interior i en general foren enemics dels samnites; hi havia una altra tribu en aquest territori, però distribuïts per la costa, els daunis, d'ètnia pelàsgica; i a més hi havia un tercer grup, els peuquetis, també pelàsgics, veïns al sud (a la costa) dels daunis. Hi havia un subgrup entre els iapigis, que eren els messapis, una altra tribu pelàsgica, que vivien a la península de Messàpia.
Els apulis apareixen en la història durant la Segona Guerra samnita (326 aC), quan algunes ciutats foren aliades dels romans i altres enemigues; el grup de ciutats dels apulis tenia com a principals Arpi, Canusium, Lucèria, i Teanum. La guerra va durar fins al 317 aC i les principals ciutats quedaren sotmeses a Roma, que dominà així tot el territori de la Pulla. El 297 aC es van revoltar tímidament a favor dels samnites. El 279 aC va estar al país Pirros de l'Epir que, al servei de Tàrent, va sotmetre algunes ciutats de la Pulla, si bé la majoria van romandre subjectes a Roma i van participar amb els romans en la batalla d'Asculum. Durant la Segona Guerra púnica Hanníbal va estar a la zona, l'assolà i hi va passar l'hivern del 217-216 aC, després del qual guanyà la batalla de Cannes (216 aC) i els apulis es van declarar llavors al seu favor i així Hanníbal la va convertir en el seu quarter general, principalment als hiverns dels anys següents. Algun temps després els romans van recuperar Arpi i Salàpia. El 207 aC després de la batalla del Metaure i la mort d'Asdrúbal, Hanníbal va abandonar el país en direcció al Brútium. Les ciutats apúlies van ser castigades pels romans i tot el territori va haver de pagar una forta contribució de guerra que s'ajuntà a les exaccions dels cartaginesos, fet que va produir un empobriment general.
A la guerra social la Pulla fou una de les regions capdavanteres contra Roma, i les ciutats de Venusia i Canusium en van portar la direcció. El 90 aC el líder samnita Vettius Judacilius va obtenir algunes victòries, però el 89 aC la major part de la regió fou sotmesa pel pretor C. Cosconius; Salapia fou destruïda i Larínum, Ascilum, i Venusia, despoblades; des de llavors la regió encara es va empobrir més i va romandre com a zona deprimida durant la resta de la república i amb l'imperi, en què les ciutats d'Arpi, Canusium i Luceria eren en decadència.
La Pulla fou inclosa junt amb Calàbria i Hirpínia a la segona regió en temps d'August, i aquesta divisió es conservà fins als temps de Constantí menys el territori d'Hirpínia, que n'havia estat separat abans per ser unit a la primera regió (formada per Campània i Latium. Amb Constantí, la Pulla i Calàbria foren unides sota una única autoritat (un Corrector) i van formar una província. La zona fou travessada per dues branques de la via Àpia, una que anava de Benevento a Brundusium (coneguda com a via Trajana) i una de Benevento a Tàrent.
A la caiguda de l'Imperi occidental la regió fou disputada entre romans d'Orient i longobards i més tard àrabs, però en general foren els romans d'Orient els qui la van dominar. Al segle x la direcció del territori estava en mans d'un magistrat anomenat catepà, del nom del qual va derivar la Capitanata, que va durar fins a la conquesta normanda.

## Ciutats històriques
Aquesta és la llista de les ciutats més conegudes ordenades de nord a sud; primer està el nom emprat en època romana i tot seguit el nom actual; algunes no tenen equivalent perquè van ser destruïdes.
Ciutats de la costa
- Larínum, (Larino)
- Cliternia
- Gerunium
- Arx Calela, (Casacalenda)
- Teanum Apulum, (San Paolo di Civitate)
- Luceria, (Lucera)
- Aecae, (Troia)
- Asculum, (Ascoli Piceno)
- Arpi
- Salapia
- Herdònia, (Ordona)
- Sipontum, (Manfredonia
- Vibinum, (Bovino)
- Ceraunilia, (Cerignola)
- Accua[13]
- Ergitium[14]
- Merinum, (Vieste)
- Portus Agasus, (Mattinata)
- Portus Garnae, (Rodi Garganico)
- Hyrium o Urium
- Anxanum, (Lanciano)
- Salinae, (Margherita di Savoia)
- Canusium, (Canosa di Puglia)
- Cannas, (Carbonia)
- Rubi, (Ruvo di Puglia)
- Butuntum, (Bitonto)
- Caelia, (Ceglie Messapica)
- Azetium, (Rutigliano)
- Norba, (Conversano)
- Netium, (Giovinazzo)
- Barium, (Bari)
- Egnàcia
- Bardulum, (Barletta)
- Turenum, (Trani)
- Natiolum, (Bisceglie)
- Respa, (Molfetta o Giovenazzo)
- Arnestum o Apanestae[15]
- Dertum, (Monopoli)
- Neàpolis, (Polignano a Mare)

Ciutats de l'interior
- Venusia (Venosa)
- Bantia (Banzi)
- Ferentum[16][17]
- Silvium Plera (Gravina in Puglia)
- Lupatia (Altamura)
- Mateola (Matera)
- Genusium (Ginosa)

## Economia
La Pulla ha sabut combinar les tradicions, la seva història i el potencial productiu amb la innovació i la tecnologia. S'ha arribat a un bon nivell d'experimentació en moltes indústries. Diverses polítiques amb l'objectiu de desenvolupar processos innovadors i amb una àmplia disponibilitat d'incentius a la inversió han fet que el sistema de producció local pogués créixer i atreure més de 40 empreses industrials internacionals pertanyents als sectors aeroespacial, automotriu, químic i TIC.
El sistema regional d'investigació té més de 5.000 investigadors i experiència científica en àrees interdisciplinàries: sectors de biologia, TIC i nanotecnologia, que han contribuït a l'aparició i consolidació de tres grups de tecnologia: la biotecnologia, l'alta tecnologia i la mecatrònica. La regió també té un capital humà altament qualificat i capacitat, amb més de 103.000 estudiants i prop de 15.000 nous graduats a l'any.
La Pulla ha conegut en els últims anys un desenvolupament accelerat del turisme, però és principalment estatal i de temporada. Les arribades de turistes el 2007 va ser de 2.276.402 italians i 417.479 estrangers.

## Comunicacions
La regió està molt ben comunicada: té aeroports, carreteres, línia ferroviària i ports marítims.
Aeroports
- Aeroport internacional de Bari "Karol Wojtyła", al nord de la capital, inaugurat el 2005, té uns 1.400 passatgers/hora.[20]
- Aeroport internacional del Salento, està a la perifèria de Bríndisi i comunica sobretot amb l'interior de la regió. Tŕ un tràfic anual de 2.058.057 passatgers (segons estadístiques del 2011). També és emprat per logística humanitària de l'ONU.[21]
- Aeroport de Foggia "Gino Lisa": és emprat per vols nacionals i per enllaços amb helicòpter amb les illes Tremiti i amb el Gargano.
- Aeroport Taranto-Grottaglie, d'ús privat al servei de l'empresa Alenia Aeronautica, té una pista prou llarga per permetre l'aterratge de l'enorme Boeing 747-400 LCF, contractat per transportar el fuselatge del Boeing 787 en construcció.
- Tres aeroports d'ús exclusiu militar: Gioia del Colle, Lecce-Galatina i Amendola, a Foggia.
- L'aeroport Lepore de Lecce-Sant Cataldo, és un aeroport civil de tercer nivell utilitzat per a ús privat i de rescat.

Línies de ferrocarril
La pulla està travessada per quatre línies:
- Ferrovia del Nord Barese (70 km)
- Ferrovia del Sud Est
- Ferrovia del Gargano
- Ferrovia Appulo Lucane

Carreteres
Per la regió passen dues autopistes, diverses autovies i carreteres:
- Autopista A14 Bolònia-Tàrent,coneguda com "l'Autopista Adriàtica".
- 'Autopista A16 Nàpola-Canosa di Puglia, també coneguda com "l'autopista dels dos mars", fou inaugurada el 1969.

- Estatal 16 Bari-Foggia
- Autovia Bari-Lecce
- Carretera Bari-Taranto
- Estatal 106 Jònica
- Autovia Taranto-Brindisi
- Carretera aauxiliar de velocitat Taranto-Lecce
- Carretera Bari-Matera-Potenza
- Estatal 172 de Trulli
- Carretera Otranto-Gallipoli
- Carretera Lecce-Santa Maria di Leuca
- Autovia Foggia-Candela
- Estatal 17 de l'Appennino Abruzzese i Appulo Sannitico
- Carretera Foggia-Gargano
- Ex carretera estatal 98 Andriese-Coratina

Ports marítims
- Port de Bari, de tipus mercantil, comercial i turístic (amb parada de creuers)
- Port de Bríndisi, mercantil, comercial, turístic i militar.
- Port de Tàrent, militar (COMDINAV 2), mercantil i industrial.
- Port de Barletta, antigament comercial.
- Ports de pesca i turístics: de Manfredònia, Rodi Garganico, Trani, Bisceglie, Monopoli, Molfetta, Oltranto, Gallipoli.

## Expressions culturals pròpies

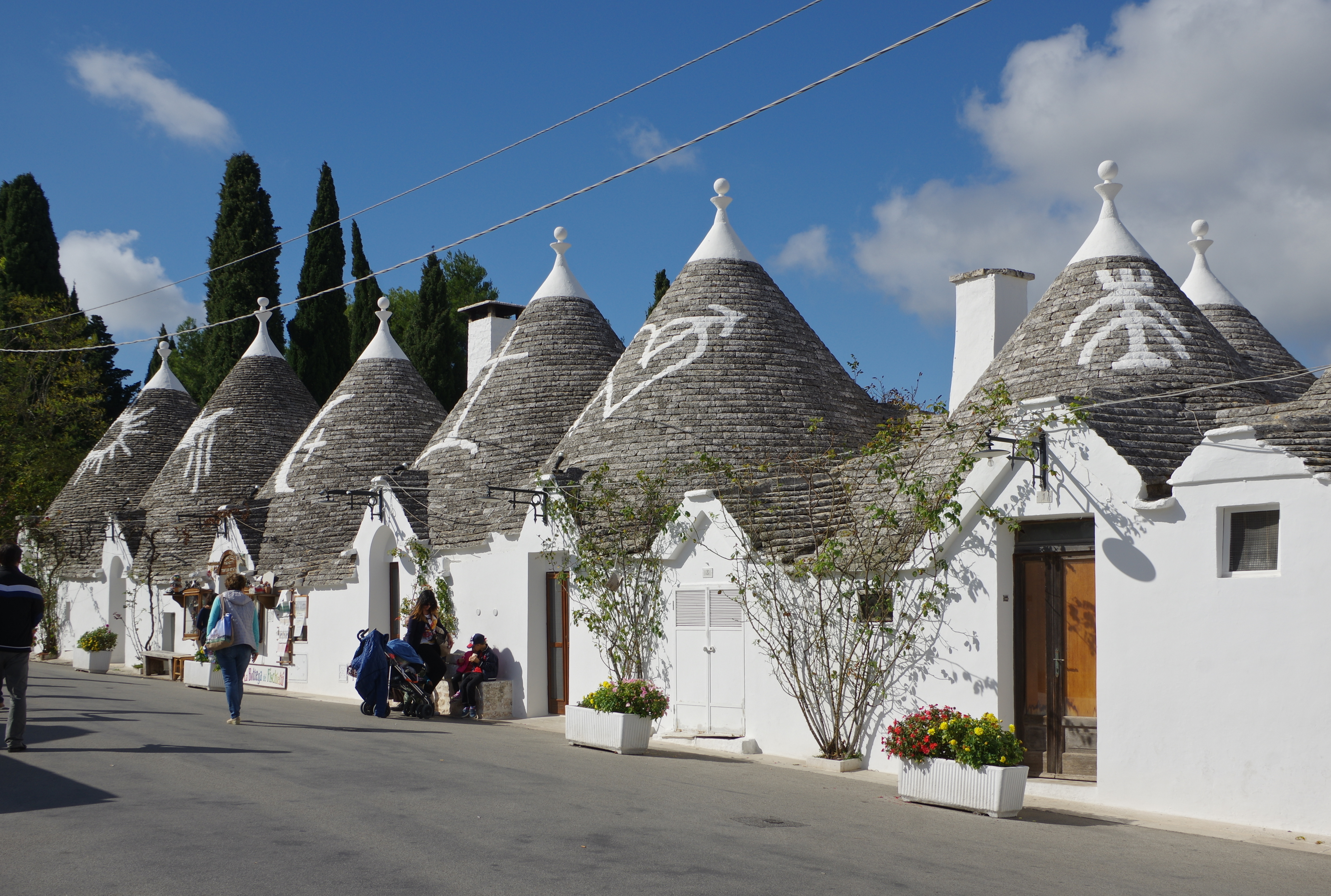
Trullo, a Alberobello

- Les cases en forma de con trullo, sobretot a la zona de la vall d'Itria, són construccions de pedra sense morter amb el sostre cobert amb "chiancarelle" (lloses de pedra calcària) declarades Patrimoni de la Humanitat el 1996 per la seva tècnica de construcció primitiva que s'ha mantingut intacta i totalment funcional.[22]
- La tarantel·la, composició musical alegre de ritme ràpid, nascuda a la zona de Tàrent.

## Àrees naturals protegides
La Pulla té 2 parcs, 3 àrees marines protegides, 11 parcs regionals, 17 reserves naturals i 7 reserves regionals:
- Parc Nacional de Gargano, establert el 1991, amb 118.144 hectàrees
- Parc Nacional d'Alta Murgia, creat el 2006 i amb una extensió de 67.739) Nacional
- Àrea Marina Protegida (AMP) Torre Guaceto
- AMP la Tremiti
- AMP Porto Cesareo

A més, dins de la xarxa del projecte Natura 2000 s'han proposat 75 llocs d'importància comunitària i 16 Zones d'Especial Protecció. Tot i la presència de diferents hàbitats, com els aiguamolls (especialment comuns a la costa adriàtica), coves (un exemple en són les coves de Castellana), barrancs i boscos, les àrees protegides no superen el 7% del territori regional; la zona boscosa ocupa el 7,5% de la regió, el percentatge més baix d'Itàlia.

## Llocs d'interès arqueologic
El 1999 es va descobrir a la zona un nou tipus d'homínid, l'humà d'Altamura i unes 30.000 empremtes de dinosaure, però a més hi ha diversos llocs amb restes de poblats de l'edat de pedra, els més importants a Egnàcia i a Canne, amb presència de dòlmens i menhirs. També hi ha restes de la presència de calçades romanes (la via Àpia i la Trajana) i altres petits assentaments.